# العلاج الواقعي
العلاج الواقعي هو منهج للعلاج والإرشاد النفسي. طوره ويليام جلاسر في ستينيات القرن العشرين، يختلف العلاج الواقعي عن الطب النفسي التقليدي، والتحليل النفسي، ومدارس النموذج الطبي في العلاج في أنه يركز على ما يطلق عليه جلاسر الآرات الثلاث في الطب النفسي: الواقعية، والمسئولية، والصواب والخطأ، بدلاً من أعراض الاضطرابات العقلية. يؤكد العلاج الواقعي على أن الفرد يعاني من حالة إنسانية اجتماعية عالمية بدلاً من اضطراب نفسي. ففي حالة عدم النجاح في تلبية الاحتياجات الأساسية يتحرك سلوك الشخص بعيدًا عن الطبيعي. وبما أن تلبية الاحتياجات الضرورية جزء من حاضر الشخص، لا يشغل العلاج الواقعي نفسه بماضي العميل. كما لا يتعامل هذا النوع من العلاج مع العمليات العقلية اللاواعية.
يركز منهج العلاج الواقعي في الإرشاد النفسي وحل المشكلات على تصرفات العميل هنا والآن والقدرة على خلق واختيار مستقبلٍ أفضل. عادةً، يسعى العملاء إلى اكتشاف ما يريدونه حقًا وكيف يختارون التصرف حاليًا لتحقيق تلك الأهداف. وفقًا لجلاسر، أُغفِلت أهمية المكون الاجتماعي للاضطرابات النفسية أثناء المسارعة إلى توصيف السكان بالمختلين أو المرضى العقليين. إذا سببت مشكلة اجتماعية ضائقةً لشخص ما، فليس هذا دائمًا نتيجة لاضطراب مُصنَّف (محدد)، قد يكون فقط عجزًا من الشخص عن إرضاء احتياجاته النفسية. يسعى العلاج الواقعي إلى فصل العميل عن السلوك.

## تاريخيًا
طور ويليام جلاسر ومرشده ومعلمه الطبيب النفسي جي.إل. هارنجتون العلاج الواقعي في مستشفى المحاربين القدماء بلوس أنجلوس أوائل ستينيات القرن العشرين. في 1965، نشر جلاسر كتابه العلاج الواقعي في الولايات المتحدة الأمريكية. يشير اللفظ إلى عملية ودية  للناس (مألوفة) ومحورها الناس وليس معناها إعطاء الناس جرعة من الواقع (بمثابة تهديدٍ أو عقاب)، بل بالأحرى مساعدة الناس على إدراك كيف أن الخيال قد يلهيهم عن اختياراتهم التي يسيطرون عليها في الحياة. يقترح جلاسر أن الماضي ليس شيئًا يجب الانشغال به بل حسمه وتجاوزه من أجل عيش حياة أكثر تحقُقًا وإثمارًا. بحلول سبعينيات القرن العشرين، توسع المفهوم إلى ما أسماه جلاسر آنذاك «نظرية التحكم»، وهو مصطلح يُستخدم في عنوان العديد من كتبه.بحلول منتصف تسعينيات القرن العشرين، وُصِف المفهوم الذي كان ما يزال قيد التطوير «نظرية الاختيار»، وهو مصطلح ابتكرته واقترحته المعالجة الأيرلندية بالعلاج الواقعي كريستين أوبراين شاناهان في مؤتمر العلاج الواقعي IRTI في واترفورد، أيرلندا عام 1995 وتبناه جلاسر لاحقًا. تبقى ممارسة العلاج الواقعي ركنًا أساسيًا من مجمل عمله الأكبر. تؤكد نظرية الاختيار أن كلاً منا كائن مقرر لمصيره إذ نستطيع اختيار (العديد من) سلوكياتنا المستقبلية. ونبقي على أنفسنا مسؤولين بشكلٍ واعٍ عن كيف نتصرف، ونفكر، ونشعر، وأيضًا عن حالاتنا الفسيولوجية. تسعى نظرية الاختيار إلى شرح أو سرد كيف يسعى كلٌ منا إلى التحكم بعالمه وهؤلاء الذين داخله.

## مدخل
وفقًا لجلاسر، لدى الكائنات البشرية أربع احتياجات أساسية بعد البقاء على قيد الحياة: أهمها هي الحاجة إلى أن يحب ويُحَب بواسطة شخص آخر أو مجموعة أخرى للشعور بالانتماء؛ الحاجة للسلطة، من خلال التعلم، والإنجاز، والشعور بالاستحقاق، والفوز، ومن خلال أن يكون مؤهلاً (كفؤًا)؛ الحاجة إلى الحرية، متضمنة الاستقلال والاستقلالية مع ممارسة المسؤولية الشخصية في وقت واحد؛ الحاجة إلى المتعة، والبحث عن السعادة، والاستمتاع، والاسترخاء هي أيضًا حاجة مهمة جدًا لصحة نفسية جيدة.
أحد المبادئ الأساسية للعلاج الواقعي هو أنه سواء وعى الناس لذلك أم لم يعوا، فهم دائمًا ما يحاولون تلبية تلك الاحتياجات البشرية الأساسية. ويجب أن تكون تلك الاحتياجات متوازنة وأن تُلبى ليؤدي الشخص بكفاءة أفضل. رغم ذلك، لايتصرف الناس بالضرورة بفعالية لتحقيق هذه الأهداف. الاختلاط بالآخرين هو وسيلة فعالة لتلبية الحاجة إلى الانتماء. ولكن كيفية اختيار الشخص التفاعل مع الآخرين والحصول على اهتمامهم وحبهم غالبًا ما يكون أصل حيرته النفسية. يشدد العلاج الواقعي على نقطة رئيسية واحدة – يسيطر الناس على ما يقومون به حاليًا في حياتهم لتلبية احتياجاتهم النفسية الأساسية للسلطة، والانتماء، والمتعة، والحرية سواء كان يعمل لصالحهم أم لا. وأنه من خلال اختيارات الفرد يصنع هو أو هي تغييرًا في حياته/ها للأفضل أو الأسوأ.
في مجتمعنا الحالي، تُلبى حاجة البقاء على قيد الحياة بشكل طبيعي- هو إذن كيف يلبي الناس الاحتياجات الأربع الباقية ما يعرضهم عادةً للمشاكل. يرى العلاج الواقعي أن مفتاح السلوك هو أن تبقى واعيًا بما يريده الفرد حاليًا والقيام باختيارات لتأمين هذا الهدف. يؤكد العلاج الواقعي على أن ما يدفع الناس حقًا هو حاجتهم إلى الانتماء والمحبة. ما يدفع الناس أيضّا هو توقهم أن يصبحوا أحرارًا، ومع هذه الحرية تأتي مسؤولية عظيمة (لا يمكن لإحداهما الوجود دون الأخرى). العلاج الواقعي هو إلى حد كبير علاج بالقرار (أو الاختيار) والتغيير، استنادًا إلى الإيمان الراسخ بأنه، رغم أن الناس غالبًا مايدعون أنفسهم يصبحوا نتاجًا لتأثيرات ماضيهم القوية، فهم لا يحتاجون ان يبقوا إلى الأبد رهائن تلك التأثيرات القديمة.

## الدور الذي يلعبه المعالج
يسعى العلاج الواقعي إلى علاج المرضى الذين يواجهون صعوبة في تكوين العلاقات مع الآخرين. لذا، يعد تكوين المريض اتصالًا مع المعالج نقطة تحول (علامة فارقة) مهمة في بداية العلاج. وفقًا للمعالجين، فالرابطة بين المرضى ومعالجيهم هي أهم متفاعل حيوي قد يسهل عملية الشفاء. بمجرد أن تستقر تلك الرابطة، يمكنها أن تساعد في تكوين اتصال مُرضية خارج البيئة العلاجية.
سيتعلم المرضى المُتلقون لهذا النوع من العلاج المداوي طرقًا متعددة لتقوية العلاقات بأنسب الطرق الممكنة وذلك أيضًا في غياب (بعيدًا عن) علاقتهم الآمنة مع المعالج. علاوة على ذلك، سيكونون قادرين على استخدام مهاراتهم المكتشفة حديثًا في حياتهم الشخصية.
يقول المعالجون الواقعيون إنه عندما يكون المرضى قادرين على استخدام المهارات، والسلوكيات، والإجراءات، والأساليب التي تعلموها من خلال العلاج في حياتهم الشخصية، سيكونون قادرين على حل العلاقات الخارجية بنجاح. هذا سيوفر لهم الارتياح لقيادة حياة أكثر إرضاءً.